# 특별경비대 (해상자위대)
특별경비대(일본어: 特別警備隊 도쿠베츠 케이비타이[*], 영어: Special Boarding Unit (SBU))는 해상자위대의 특수부대이다.

## 역사
2001년 일본 방위성에서 의해 북한의 공작선 침투 등에 대비하여 승선검사와 무장해제 등의 임무를 위해 자위함대 휘하에 창설하였다. 60명의 특수요원으로 3개 소대로 편성된 특별경비대는 해상자위대 간부후보학교가 있는 히로시마현 에타지마시의 에타지마 기지에 본부를 두고 있으며, 부대 구상을 미국 네이비 씰과 영국 SBS를 참조하고, 구조는 SBS에서 따왔다.

### 소말리아 해적 소탕
특별경비대는 자위대에서 처음 창설된 특수부대로 최초의 출동지가 해외인 소말리아 해역으로 정해졌다. 일본 의회는 "해적행위 처벌 및 해적행위 대처에 관한 법률안"을 통과시킨 다음, 2009년 3월 14일, 히로시마현 구레 기지의 제4호위대군 소속 DD-106 사미다레와 DD-113 사자나미를 소말리아에 파견하였으며, 특별경비대 요원 30명이 탑승했다.

## 부대
본부와 각각 18명, 2개 반(班)으로 구성된 4개의 소대로 이루어져 있으며, 규모는 자위대 기준으로 대(隊)인데, APP-6A(단대호) 기준으로 중대이다. 정원은 2008년 당시 총 70명이었다.
- 대 본부(隊本部)
  - 총무반
  - 운용반
  - 작전자재반
  - 의무반
- 4개 제1,2,3,4소대

## 참고
1. 1 2 3  Kakumi Kobayashi; Masato Kurosaki (2008년 10월 24일). “Secrecy hampers SDF death probe” (영어). The Japan Times. Kyodo News. 2012년 6월 30일에 원본 문서에서 보존된 문서. 2009년 2월 7일에 확인함.
2. 1 2  “Somali Piracy: JMSDF Ships Sazanami, Samidare on Anti Piracy Mission” (영어). Marine Buzz. 2009년 3월 15일. 2010년 3월 8일에 원본 문서에서 보존된 문서. 2009년 3월 17일에 확인함.
3. ↑  “The new Tokyo Marui AEG: MP5 Japanese Police/Military Version” (영어). Renegade Recon. 2004년 5월 13일. 2009년 6월 11일에 원본 문서에서 보존된 문서. 2009년 2월 7일에 확인함.
4. ↑  이홍기 (1999년 8월 22일). “일 방위청, 내년중 괴선박 대응 특수부대 창설”. 연합뉴스. 2011년 5월 11일에 확인함.
5. ↑  이재준 (2009년 3월 4일). “일본, 소말리아 파견 호위함에 특수부대 승선”. 뉴시스. 2011년 5월 11일에 확인함.